# Rhyacocnemis sufficiens
Rhyacocnemis sufficiens är en trollsländeart som beskrevs av Maurits Anne Lieftinck 1957. Rhyacocnemis sufficiens ingår i släktet Rhyacocnemis och familjen flodflicksländor. Inga underarter finns listade i Catalogue of Life.